# Земља Фрање Јосифа
Земља Франца Јозефа (рус. Земля Франца-Иосифа) је архипелаг на далеком северу Русије у Северном леденом океану. Налази се северно од Нове Земље и источно од Свалбарда. Административно припада Архангелској области. Архипелаг чини 191 ледено острво, укупне површине 16.134 km². Острва су вулканског порекла. На северној географској ширини између 80,0° и 81,9°, то су најсевернија острва Евроазије (најсевернија тачка архипелага, Русије и Евроазије је рт Флигели). Највећа од њих су: Георгова земља (2.821 km²), Земља Виљчека (2.203 km²), Острво Грејема Бела (1.557 km²), Александрина земља (1.130 km²), Острво Гаља (1.049 km²) и Острво Солсбери (960 km²).

## Историја
Иако је норвешки ловац на фоке Нилс Фредрик Ренебек овде стигао 1865, острва је званично открила аустроугарска приватна експедиција 1873. под вођством Јулијуса Пајера и Карла Вејпрехта, након што им се брод заглавио у леду док су покушавали да пронађу североисточни пролаз. Острва су назвали по аустријском цару Францу Јозефу. Норвежани Фридтјоф Нансен и Хјалмар Јохансен прошли су кроз ова острва 1895. и 1896. након прекинутог покушаја да стигну до Северног пола. Чистом случајношћу на острву Нортбруку 1896. су упознали британског истраживача Фредерика Џорџа Џексона. Норвешка је неко време острва сматрала својим територијем и називала га Земљом Фридтјофа Нансена, што се може видети на многим старим картама.
Совјетски Савез је 1926. потврдио свој суверенитет над острвима и ту послао мању сталну експедицију. Тада је у истраживачке и војне сврхе на острва стигло неколико људи.
Године 1931. немачки је цепелин ЛЗ 127 Граф стигао до острва Гукера, чиме је означена прекретница у истраживању руских поларних крајева. Цепелин се сусрео и с ледоломцем Маљгин, а након што је путовао уздуж 81. паралеле до Северне земље, вратио се до острва Гукера и започео једно од првих разгледања острва из ваздуха.
Током година Хладног рата Совјетски Савез је поларна подручја користио као зону за постављање заштите од САД и многи делови Арктика постали су кључне стратешке локације, те је тако Земља Фрање Јосифа била проглашена једном од многих зона националне сигурности од тридесетих па све до 1991. године. На острву Грахам Белу саграђено је узлетиште које је служило као база за руске бомбардере, а мисије окарактерисане као тренинзи биле су прилично честе на релацији између Земље Фрање Јосифа и копнене Русије те Новаје Земље. Иако су острва бил војно подручје којем нико други није имао приступ, године 1971. их је посетио брод за крстарење.

## Карактеристике
Земља Фрање Јосифа су вулканска острва сачињено од базалта из терцијара и јуре. Иако су ова острва већином прекривена ледом, на камењу се појављују биљке попут маховина и лишајева. Сјевероисточни део острва целе је године окружен плутајућим ледом, иако се поред јужних острва у касно лето лед повремено повлачи. Најсевернија тачка острва и целе Азије је рт Флигели на Рудолфовом острву, а сеже до 81°52' северно. Највеће острво је Земља Георга чији су супротни крајеви међусобно удаљени 110 километара, а највиша тачка острва налази се на висини од 620 метара на острву Земља Винер Нејштадт.
Животиње које се најчешће сусрећу на острвима су моржеви, арктичке лисице и поларни медведи, а од птица превладавају различите врсте галебова док се у околним водама често сусрећу китови.

## Клима
Ова острва имају врло хладну поларну климу. Уобичајене јануарске дневне температуре крећу се између -15 °C и -10,5 °C док се уобичајена јулска дневна температура креће од 0 °C до 2,2 °C, а просечна годишња температура износи -12,8 °C. У 30-годишњем периоду највиша измерена температура износила је 13 °C док је најнижа била -54 °C. Падавине су честе током целе године, а нарочито крајем пролећа и јесени док је крајем лета магла врло честа.
| Клима Ернст Кринкелове опсерваторије, Хејсово острво | Клима Ернст Кринкелове опсерваторије, Хејсово острво | Клима Ернст Кринкелове опсерваторије, Хејсово острво | Клима Ернст Кринкелове опсерваторије, Хејсово острво | Клима Ернст Кринкелове опсерваторије, Хејсово острво | Клима Ернст Кринкелове опсерваторије, Хејсово острво | Клима Ернст Кринкелове опсерваторије, Хејсово острво | Клима Ернст Кринкелове опсерваторије, Хејсово острво | Клима Ернст Кринкелове опсерваторије, Хејсово острво | Клима Ернст Кринкелове опсерваторије, Хејсово острво | Клима Ернст Кринкелове опсерваторије, Хејсово острво | Клима Ернст Кринкелове опсерваторије, Хејсово острво | Клима Ернст Кринкелове опсерваторије, Хејсово острво | Клима Ернст Кринкелове опсерваторије, Хејсово острво |
| Показатељ \ Месец                                    | .Јан.                                                | .Феб.                                                | .Мар.                                                | .Апр.                                                | .Мај.                                                | .Јун.                                                | .Јул.                                                | .Авг.                                                | .Сеп.                                                | .Окт.                                                | .Нов.                                                | .Дец.                                                | .Год.                                                |
| ---------------------------------------------------- | ---------------------------------------------------- | ---------------------------------------------------- | ---------------------------------------------------- | ---------------------------------------------------- | ---------------------------------------------------- | ---------------------------------------------------- | ---------------------------------------------------- | ---------------------------------------------------- | ---------------------------------------------------- | ---------------------------------------------------- | ---------------------------------------------------- | ---------------------------------------------------- | ---------------------------------------------------- |
| Апсолутни максимум, °C (°F)                          | 1,9 (35,4)                                           | 0,0 (32)                                             | 1,6 (34,9)                                           | 0,7 (33,3)                                           | 2,6 (36,7)                                           | 8,0 (46,4)                                           | 10,3 (50,5)                                          | 8,4 (47,1)                                           | 5,6 (42,1)                                           | 3,8 (38,8)                                           | 1,3 (34,3)                                           | 1,7 (35,1)                                           | 10,3 (50,5)                                          |
| Максимум, °C (°F)                                    | −19,2 (−2,6)                                         | −19,5 (−3,1)                                         | −19,4 (−2,9)                                         | −15,6 (3,9)                                          | −6,5 (20,3)                                          | 0,1 (32,2)                                           | 2,1 (35,8)                                           | 1,4 (34,5)                                           | −1,2 (29,8)                                          | −8,1 (17,4)                                          | −13,9 (7)                                            | −18,4 (−1,1)                                         | −9,9 (14,2)                                          |
| Просек, °C (°F)                                      | −22,7 (−8,9)                                         | −23,1 (−9,6)                                         | −23 (−9)                                             | −18,7 (−1,7)                                         | −8,7 (16,3)                                          | −1,4 (29,5)                                          | 0,7 (33,3)                                           | 0,1 (32,2)                                           | −2,7 (27,1)                                          | −10,4 (13,3)                                         | −17,4 (0,7)                                          | −21,8 (−7,2)                                         | −12,4 (9,7)                                          |
| Минимум, °C (°F)                                     | −26,2 (−15,2)                                        | −26,5 (−15,7)                                        | −26,5 (−15,7)                                        | −21,6 (−6,9)                                         | −10,8 (12,6)                                         | −2,8 (27)                                            | −0,3 (31,5)                                          | −1,0 (30,2)                                          | −4,2 (24,4)                                          | −12,9 (8,8)                                          | −20,3 (−4,5)                                         | −25,1 (−13,2)                                        | −14,9 (5,2)                                          |
| Апсолутни минимум, °C (°F)                           | −42,1 (−43,8)                                        | −44,4 (−47,9)                                        | −43,5 (−46,3)                                        | −39,6 (−39,3)                                        | −27,7 (−17,9)                                        | −12,3 (9,9)                                          | −4,3 (24,3)                                          | −8,5 (16,7)                                          | −23,2 (−9,8)                                         | −32,3 (−26,1)                                        | −39,5 (−39,1)                                        | −41,5 (−42,7)                                        | −44,4 (−47,9)                                        |
| Количина падавина, mm (in)                           | 32 (1,26)                                            | 31 (1,22)                                            | 20 (0,79)                                            | 15 (0,59)                                            | 13 (0,51)                                            | 10 (0,39)                                            | 18 (0,71)                                            | 22 (0,87)                                            | 26 (1,02)                                            | 21 (0,83)                                            | 24 (0,94)                                            | 27 (1,06)                                            | 259 (10,2)                                           |
| Дани са кишом                                        | 0,1                                                  | 0,1                                                  | 0                                                    | 0,1                                                  | 0,5                                                  | 3                                                    | 12                                                   | 12                                                   | 6                                                    | 0,5                                                  | 0,1                                                  | 0                                                    | 34                                                   |
| Дани са снегом                                       | 20                                                   | 19                                                   | 19                                                   | 16                                                   | 22                                                   | 15                                                   | 7                                                    | 10                                                   | 18                                                   | 24                                                   | 21                                                   | 19                                                   | 209                                                  |
| Релативна влажност, %                                | 83                                                   | 82                                                   | 80                                                   | 81                                                   | 85                                                   | 88                                                   | 91                                                   | 92                                                   | 90                                                   | 86                                                   | 84                                                   | 83                                                   | 85                                                   |
| Извор: pogoda.ru.net                                 |                                                      |                                                      |                                                      |                                                      |                                                      |                                                      |                                                      |                                                      |                                                      |                                                      |                                                      |                                                      |                                                      |

## Места од значаја
- Алџер је место гдје је 1901. презимила америчка експедиција Евелина Болдвина након неуспешног покушаја освајања Северног пола.
- Циглерово острво је место на којем се на прелазу из 19. у 20. век налазила аустроугарска посматрачница Пајер-Вејпреч.
- Џаксоново острво је место гдје су презимили Фридтјоф Нансен и Фредерик Џорџ Џексон након пропалог покушаја да дођу до Северног пола.
- Гаља је 1873. било прво откривено острво Земље Фрање Јосифа, а код рта Тегеткхоф је 1898. и 1899. експедиција Волтера Велмана саградила мали камп који данас има ознаку у част открићу острва.
- Гофманово острво је место где се налази стаза за узлетање и слетање ваздухоплова.
- Грахам Бел је место где се током Хладног рата налазила предстража, а на острву је смештено и највеће узлетиште острва са стазом дужине 2100 метара. Овде од педесетих година 20. века редовно слећу руски теретни и борбени ваздухоплови.
- Гукерово острво је место где је залив Тикхаја био значајна база поларних експедиција, а од 1929. до 1963. тамо се налазила и метеоролошка постаја. Острво је 1931. посетио немачки цепелин током првог разгледања острва из ваздуха. Током Другог светског рата на острву је остављено особље, а на њему се налази и гробље, те две модерне грађевине. Велика колонија морских птица постоји на стени Скала Рубини у близини залива Тикхаја.
- Кејсово острво је место на којем се налази метеоролошка станица Кренкел.
- Нортбрук је једно од најјужнијих острва, а уједно и најприступачније острво те је чинило главну базу поларних експедиција крајем 19. и почетком 20. века. Камп на рту Флора има историјски значај, будући да се 1896. на њему догодио случајни сусрет истраживача Фридтјофа Нансена и Фредерика Георга Џексона.
- Рудолфов је најсеверније острво. Залив Теплик је крајем 19. и почетком 20. века био место на којем су се задржавале бројне поларне експедиције. Због стрмог терена једини приступ из ваздуха могућ је на 300 метара дугу стазу смештену на леднику.
- Столички је мало острво на којем се размножава велик број моржева.
- Александрина земља је место где се налазила метеоролошка станица Нагурскоје која је била једна од најважнијих таквих станица на овим острвима. Током Хладног рата у склопу станице Нагурскоје се вероватно налазио и одбрамбени радар, а у њеној близини је смештена и 1,5 километар дуга стаза за узлетање и слетање ваздухоплова. Дана 23. децембра 1996. на том се месту догодила ваздухопловна несрећа у којој је учествовао теретни авион типа Антонов Ан-72.
- Георгова земља је највеће острво Земље Фрање Јосифа, а на њему се налази и полуострво Армитиџ.
- Вилчекова земља је 1899. била место презимљавања двојице чланова експедиције Веле који су чекали да се остатак екипе врати са Северног пола.
- Земља Бечког Новог Места је острво на којем је смештен највиши врх ових острва.